# Europsko prvenstvo u košarci za žene – Francuska 1962.
Europsko prvenstvo u košarci za žene 1962. godine održalo se u Francuskoj 1962. godine.